# Brain Salad Surgery
Brain Salad Surgery – czwarty album studyjny zespołu Emerson, Lake and Palmer, wydany 19 listopada 1973 roku w Wielkiej Brytanii i Stanach Zjednoczonych przez wytwórnię Manticore, a w okresie późniejszym – przez Atlantic.

## Historia

Logo zespołu, zaprojektowane przez H.R. Gigera w 1973

W 1973 roku Emerson, Lake i Palmer odeszli z wytwórni Island i założyli własną, Manticore Records. W czerwcu tego samego roku w londyńskim studiu London’s Advision (późniejszym Olympic Studios) rozpoczęli pracę nad nowym materiałem muzycznym, noszącym roboczy tytuł Whip Some Skull On Ya (wulgarne określenie seksu oralnego), po czym zmienili go na Brain Salad Surgery (znaczący w przybliżeniu to samo), zgodnie z sugestią szefa nowej wytwórni, który usłyszał ten zwrot w piosence Dr. Johna „Right Place, Wrong Time”. Z uwagi na to, iż Emerson otrzymał właśnie syntezator typu Polyphonic Moog wraz z akcesoriami, a Palmer – nowy syntezator perkusyjny, zespół postanowił nagrać coś wyjątkowego.
Płytę otwiera utwór „Jeruzalem” – adaptacja hymnu Jerusalem z tekstem Williama Blake’a i muzyką Huberta Parry’ego. Wyniosłe brzmienie osiągnął Emerson dzięki zdublowaniu ścieżki z nagraniem organów Hammonda. Nagranie tego utworu zajęło muzykom 18 godzin, a zmiksowanie – dwukrotnie więcej. Drugi utwór, „Toccata”, stanowi aranżację IV części (Toccata Concertata) I koncertu fortepianowego Alberta Ginastery. Kiedy Ginastera początkowo odrzucił prośbę zespołu o wykorzystanie tego utworu, Emerson poleciał specjalnie do Szwajcarii, żeby go przekonać demonstrując mu wersję demo.  W utworze tym Palmer wykorzystał syntezator perkusyjny. Kontrastem do tych utworów są: ballada Lake’a „Still... You Turn Me On”, wykonana jedynie przez niego samego i Emersona oraz humorystyczny „Benny The Bouncer”, będący muzycznym wizerunkiem rozrabiaki z knajpy w stylu honky-tonk, z tekstem Petera Sinfielda, znanego ze współpracy z King Crimson. Obie piosenki stanowiły coś w rodzaju przerywnika przed głównym utworem albumu, „Karn Evil 9”, podzielonym na 3 części, zwane „Impresjami”. Tekst do utworu jest dziełem Lake’a i Sinfielda. Utwór stanowi przegląd gatunków, stylów i konwencji muzycznych oraz zestawu środków technicznych, w tym efektów muzyki fortepianowej XX wieku, słyszalnych w części drugiej. W efekcie tych zabiegów powstała mozaika różnorodnych fragmentów, od archaizujących do bardzo nowoczesnych, dość dowolnie powiązanych w trzy „Impresje”, z tematem głównym części pierwszej mocno przetworzonym w częściach drugiej i trzeciej.
Pod koniec września muzycy ukończyli nagrywanie płyty. Okładkę do albumu przygotował szwajcarski artysta H.R. Giger, którego członkowie zespołu poznali w trakcie swego wcześniejszego tournée po Szwajcarii. Przednia okładka płyty winylowej jest podzielona na dwie, rozkładane pionowo części. Na częściach zewnętrznych widnieje ludzka czaszka, a na części dolnej – twarz kobiety (namalowana na podstawie twarzy żony Gigera). Płyta po wydaniu osiągnęła pozycję nr 2 na brytyjskich listach przebojów i nr 11 w Stanach Zjednoczonych stając się w dorobku zespołu swoistym znakiem wodnym.

## Lista utworów
Zestaw utworów na wydawnictwie winylowym, wydanym przez Manticore Records w 1973 roku:

### Strona 1
| Nr | Tytuł                                 | Autorzy | Długość |
| -- | ------------------------------------- | --- | ------- |
| 1. | Jerusalem                             | muzyka–Parry/ tekst–Blake/aranżacja: Emerson. Lake & Palmer                                                         | 2:41    |
| 2. | Toccata                               | adaptacja I koncertu fortepianowego cz. IV Ginastery, aranżacja: Keith Emerson, instrumenty perkusyjne: Carl Palmer | 7:16    |
| 3. | Still... You Turn Me On               | Lake | 2:59    |
| 4. | Benny The Bouncer                     | Emerson, Lake & Palmer                                                                                              | 2:15    |
| 5. | Karn Evil 9 (1st Impression – Part 1) | muzyka–Emerson/tekst–Lake&Sinfield, śpiew–Emerson                                                                   | 8:39    |

### Strona 2
| Nr | Tytuł                                 | Autorzy                  | Długość |
| -- | ------------------------------------- | ------------------------ | ------- |
| 1. | Karn Evil 9 (1st Impression – Part 2) | Emerson & Lake           | 4:43    |
| 2. | Karn Evil 9 (2nd Impression)          | Emerson                  | 7:05    |
| 3. | Karn Evil 9 (3rd Impression)          | Emerson, Lake & Sinfield | 9:05    |

### Skład zespołu
- Keith Emerson – organy, fortepian, klawesyn, akordeon, syntezatory Mooga
- Greg Lake – śpiew, gitara basowa, gitara elektryczna (6 i 12-strunowa)
- Carl Palmer – instrumenty perkusyjne, syntezator perkusyjny

### Produkcja
- projekt, kierownictwo artystyczne – Fabio Nicoli Associates
- inżynier dźwięku – Chris Kimsey, Geoff Young
- ilustracja okładki – H.R. Giger
- zdjęcia – Rosemary Adams
- producent muzyczny – Greg Lake